# Jan Šlechta ze Všehrd
Jan Šlechta ze Všehrd (24. ledna 1466 asi Blevice u Kralup nad Vltavou – 29. srpna 1525 Kostelec nad Labem) byl český humanista a diplomat jagellonského období.

## Život
Pocházel ze staré české rodiny vladyků ze Všehrd (tvrz u Žatce), z níž je známější jeho strýc Viktorin Kornel ze Všehrd.
Vystudoval svobodná umění na artistické fakultě pražské university a 20. září 1483 získal titul bakalář. O rok později získal titul magistra. V téže době byl Viktorín Kornel děkanem téže fakulty.
Roku 1486, tedy ve věku dvaceti let, vstoupil do služeb českého krále Vladislava II. Jagellonského. Pobýval zejména na jeho dvoře v Budíně. Kromě češtiny hovořil a psal latinsky, německy a maďarsky. Vyjednávacími schopnostmi, osobními styky i náklonností dosáhl brzy u nerozhodného krále značného vlivu na politiku.

## Literární dílo
Šlechta vedl rozsáhlou, převážně latinskou korespondenci s významnými humanisty své doby, mj. Bohuslavem Hasištejnským z Lobkovic (v letech jeho budínského působení 1502- 1503), s olomouckým Augustinem Käsenbrotem, s německým humanistou Konrádem Celtisem alias Pickelem, či italským humanistou Jeronýmem Balbem, italsky psaným Girolamo Balbi.
Roku 1504 Šlechta odešel z dvorské služby spravovat své statky ve středních Čechách a věnovat se literárním zájmům. Shromáždil rozsáhlou knihovnu, kterou však po jeho smrti dědicové rozprodali. Z jeho vlastní literární činnosti se dochovaly pouze příležitostné básně a korespondence (přibližně čtyřicet listů). K jeho nejvýznamnějším adresátům patřili Erasmus Rotterdamský, Jeroným Balbus, Bohuslav Hasištejnský z Lobkovic, Řehoř Hrubý z Jelení, Augustin Olomoucký, Stanislav Thurzo a další.
Nejvýznamnější filosofický spis Microcosmus Šlechta napsal kolem roku 1500 během svého pobytu v Budíně. Spis volně zpracovává tezi italského filozofa novoplatonika Marsilia Ficina (1433 – 1499) o polaritě makrosvěta a mikrosvěta, které Bůh stvořil jako vzájemné analogie (popsal je v díle Teologia platonica). Přátelé Šlechtovo dílo velmi oceňovali a vybízeli ho, aby rukopis vydal tiskem. Šlechta úpravy rukopisu stále odkládal, ačkoliv jej 30. dubna 1522 dedikoval olomouckému biskupovi Stanislavu Thurzovi. Po jeho smrti se spis ztratil.